# Puky Miklós
Puky Miklós (Budapest, 1961. március 10. – Budapest, 2015. március 20.) magyar biológus, herpetológus.

## Életpályája
1979-ben érettségizett a rákosmentei Fürst Sándor Gimnáziumban (jelenleg Balassi Bálint Gimnázium). Ezután az Eötvös Loránd Tudományegyetem biológia-kémia szakán folytatott tanulmányokat, 1986-ban biológusi és angol szakfordítói oklevelet szerzett. Egyetemi doktori értekezését - melyben a hazai békapopulációban zajló nehézfémdúsulást vizsgálta - 1992-ben védte meg. A PhD fokozatot 2006-ban a Kétéltűek természetvédelme Magyarországon című disszertációjával érdemelte ki. 
1986-ban a Magyar Tudományos Akadémia Ökológiai és Botanikai Kutatóintézete Magyar Duna-kutató Állomásán (ma: MTA Ökológiai Kutatóközpont Duna-kutató Intézete) kezdett dolgozni biológusként (előbb segédmunkatársi, majd munkatársi, végül tudományos főmunkatársi pozícióban). Tevékenységének, kutatásainak fő tárgya a fragmentáció, a klímaváltozás, a természetvédelem, valamint a kolonizációs és inváziós kérdések voltak, különös tekintettel a hüllőkre, kétéltűekre és tízlábú rákokra. Idővel érdeklődése a legmodernebb molekuláris biológiai módszerek felé is kiszélesedett. Számos belföldi és külföldi egyetemen is oktatott, természetvédelmi, ökológiai témájú óráit nagy érdeklődés kísérte Brazíliától Kínán és Dél-Afrikán át Új-Zélandig. A magyarországi mellett részt vett többek között az amerikai és a nepáli természetvédelmi programban is.
1986-ban megalapította a Varangy Akciócsoport Egyesületet. Ennek lényege, hogy az akciócsoport önkéntes segítőkkel évente békák tízezreit menti meg azáltal, hogy vödrökbe gyűjti, majd az út túloldalára viszi az állatokat. A kezdeményezés sikeresnek bizonyult, az iskolásoktól a hírességekig rengeteg embert meg tudott mozgatni a jó ügy érdekében. (Az Üvegtigris c. film forgatási helyszíneként ismertté vált Garancsi-tónál tartott békamentéshez például a film szereplői közül Reviczky Gábor és Szarvas József is csatlakozott.) Puky Miklós szakértelmére külföldön is számítottak, tanácsát gyakorta kikérték, hogy egy-egy autópálya-építés során hol érdemes felhúzni vadátjárókat, átereszeket a vonuló állatok számára. Épp egy ilyen tanácsadói útról tért haza Mianmarból, amikor súlyos betegség támadta meg. A kórral nem tudott megbirkózni szervezete, 2015. március 20-án elhunyt.
2015. április 9-én a Farkasréti temetőben kísérték utolsó útjára.

## Családja
Szülei: Puky István mérnök és Kacsóh Zsuzsanna pedagógus. Unokatestvére Léka Géza író, költő.

## Díjai, elismerései
- Európai Természetvédelmi Díj (1992)
- poszterdíj a hollandiai Infrastructure and the Environment konferencián (1995)
- a "Tíz Kiemelkedő Fiatal" választás környezetvédelem kategóriájának győztese (1996)
- Környezetünkért Emlékplakett (2000)
- a legjobb előadás díja a lengyelországi Protection of Amphibians and Mammals from Traffic konferencián (2000)
- Pro Natura Emlékplakett a Föld Napja alkalmából (2004)
- a legjobb előadás díja az olaszországi Ponds, Puddles and Pools konferencián (2005)
- id. Entz Géza Emlékplakett (2011)

## Emlékezete

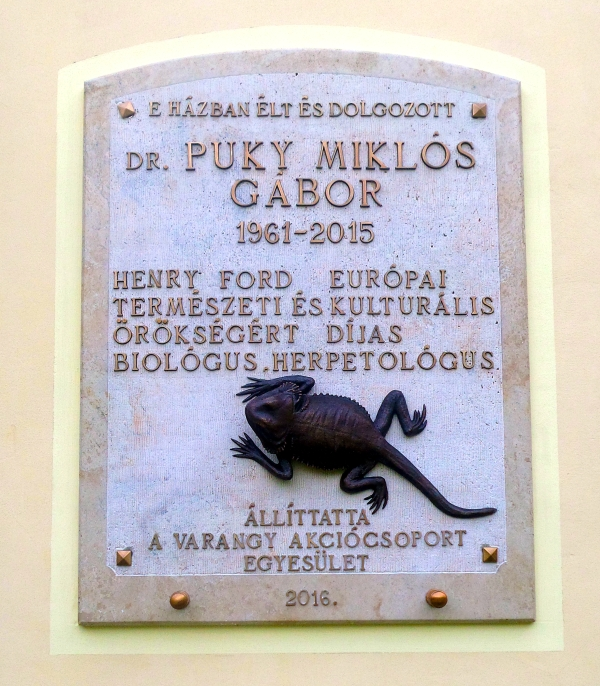
Puky Miklós emléktáblája egykori háza falán
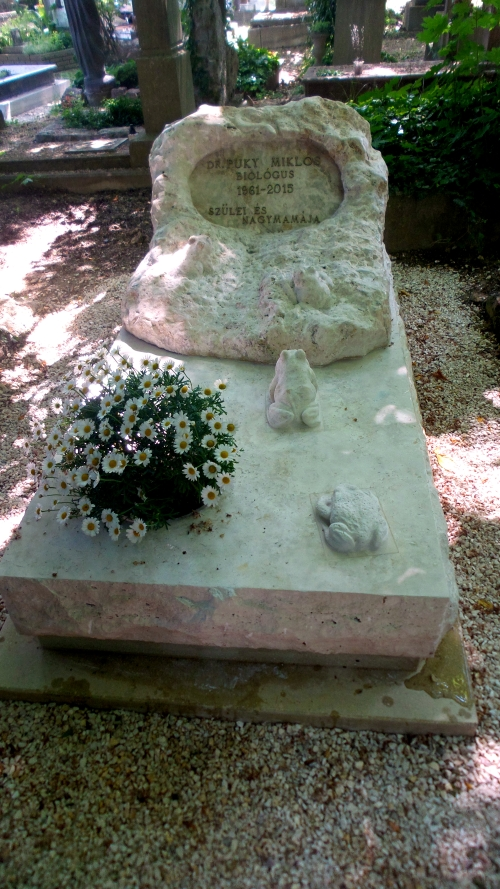
Puky Miklós sírja a Farkasréti temetőben